# Futuro imperfecto (programa)
Futuro imperfecto es un programa de televisión producido por El Terrat y The Mediapro Studio y emitido por La 1 de Televisión Española. El programa se estrenó el 8 de mayo de 2025 en La 1.

## Formato
Andreu Buenafuente, con su reconocida marca de sarcasmo y agudeza, reflexiona sobre las preocupaciones sociales, políticas y culturales que atraviesan nuestra vida cotidiana, acompañado de invitados y colaboradores que aportan miradas diversas y provocadoras. El programa alterna monólogos, entrevistas y piezas audiovisuales, creando un formato dinámico y participativo que hace reír al espectador sin renunciar a la crítica ni a la reflexión. Con un tono cercano y sin ofrecer respuestas fáciles, 'Futuro Imperfecto' invita a cuestionar el rumbo del mundo contemporáneo y ofrece una nueva propuesta televisiva donde el humor se convierte en herramienta para el pensamiento crítico.

## Equipo del programa

### Presentador
| Presentador        | Información              |      |
| Presentador        | Información              | 2025 |
| ------------------ | ------------------------ | ---- |
| Andreu Buenafuente | Presentador y periodista |      |

### Colaboradores/as
| Colaborador/a        | Información                     |      |
| Colaborador/a        | Información                     | 2025 |
| -------------------- | ------------------------------- | ---- |
| Silvia Abril         | Actriz y cómica                 |      |
| Berto Romero         | Humorista                       |      |
| Raúl Cimas           | Humorista                       |      |
| Carles Tamayo        | YouTuber, cineasta y periodista |      |
| Tamara García Romero | Creadora de contenido           |      |
| Sergi Estella        | Músico                          |      |

### Técnico
Dirección
- Andreu Buenafuente
- David Martos
- Verónica Díaz

Realización
- David Guillén

Guion
- Ramón Pardina

Sonido
- Txuso Reguant

Escenografía
- Carlos Rodríguez

Dirección de arte
- Gemma Moreno

## Temporadas y audiencias
| Temporada | Temporada | Emisiones | Estreno            | Final               | Audiencia media | Audiencia media | Audiencia media |
| Temporada | Temporada | Emisiones | Estreno            | Final               | Espectadores    | Share           |                 |
| --------- | --------- | --------- | ------------------ | ------------------- | --------------- | --------------- | --------------- |
|           | 1         | 12        | 8 de mayo de 2025  | 31 de julio de 2025 | 1 043 000       | 11,7%           |                 |
|           | 2         | -         | Septiembre de 2025 | -                   | -               | -               |                 |

### Temporada 1 (2025)
| N.º Temp. | Título                                   | Fecha de emisión | Audiencia         |
| --------- | ---------------------------------------- | ---------------- | ----------------- |
| 1x01 (1)  | Y se hizo la luz                         | 08/05/2025       | 1 233 000 (12,8%) |
| 1x02 (2)  | Amigos para siempre                      | 15/05/2025       | 1 046 000 (10,8%) |
| 1x03 (3)  | Eurorevisión                             | 22/05/2025       | 1 330 000 (14,5%) |
| 1x04 (4)  | Animaladas                               | 29/05/2025       | 1 170 000 (12,9%) |
| 1x05 (5)  | Ambiente caldeado                        | 05/06/2025       | 1 592 000 (16,8%) |
| 1x06 (6)  | Barbaridades                             | 12/06/2025       | 812 000 (9,1%)    |
| 1x07 (7)  | Archivos corruptos                       | 19/06/2025       | 979 000 (11,1%)   |
| 1x08 (8)  | Caídas y piscinazos                      | 26/06/2025       | 1 107 000 (12,3%) |
| 1x09 (9)  | CongreS.O.S.                             | 10/07/2025       | 912 000 (11,2%)   |
| 1x10 (10) | A tomar fresco                           | 17/07/2025       | 693 000 (8,4%)    |
| 1x11 (11) | Sé lo que defraudasteis el último verano | 24/07/2025       | 793 000 (9,9%)    |
| 1x12 (12) | Regreso al futuro                        | 31/07/2025       | 845 000 (10,6%)   |